# Adam Szustak
Adam Stanisław Szustak OP (ur. 20 lipca 1978 w Myszkowie) – polski duchowny rzymskokatolicki, prezbiter, dominikanin, wędrowny kaznodzieja, duszpasterz akademicki, vloger, autor książek i audiobooków.
Od 2014 swoją działalność internetową sygnuje nazwą Langusta na Palmie, która została zaczerpnięta z jednej z mozaik znajdujących się w bazylice Matki Bożej Wniebowziętej we włoskiej Akwilei.

## Życiorys
Jest jedynakiem, synem Barbary i Jana (oboje zm. w 2023). Kształcił się w Liceum Ogólnokształcącym im. mjr. Henryka Sucharskiego w Myszkowie. Przez dwa lata studiował w Wyższym Seminarium Duchownym Archidiecezji Częstochowskiej, a następnie wstąpił do zakonu dominikanów. Pierwszą profesję złożył w zakonie 18 sierpnia 2000, śluby wieczyste 18 kwietnia 2004, a święcenia kapłańskie przyjął 4 grudnia 2004. W tym samym roku na Kolegium Filozoficzno-Teologicznym oo. Dominikanów na Papieskiej Akademii Teologicznej w Krakowie uzyskał tytuł magistra na podstawie pracy Ekonomia trynitarna w ujęciu św. Ireneusza z Lyonu, napisanej pod kierunkiem o. prof. dr. hab. Henryka Pietrasa SJ. Po wstąpieniu do zakonu przez dwa lata był też studentem PWST w Krakowie.
W latach 2007–2012 był duszpasterzem we wspólnocie akademickiej Beczka w Krakowie, a także zainicjował powstanie w 2012 chrześcijańskiej fundacji Malak. W tym samym roku został asygnowany do klasztoru w Łodzi, zostając tak zwanym kaznodzieją wędrownym – większość czasu spędza obecnie na rekolekcjach wyjazdowych, także poza granicami Polski. Jest jednym z najpopularniejszych polskich rekolekcjonistów. W styczniu 2018 roku objął stanowisko dyrektora Dominikańskiego Ośrodka Kaznodziejskiego.
We wrześniu 2017 uruchomił profil na portalu Patronite, przez który kaznodzieję wspiera co miesiąc (stan na kwiecień 2023 roku) około 2400 osób na kwotę około 57.000 złotych. Profil ten jest obecnie głównym źródłem finansowania jego działalności. Langusta była przez długi czas najpopularniejszym profilem na platformie (do początku 2020 roku). Od września 2017 roku do marca 2021 roku stale znajdował się w pierwszej trójce najpopularniejszych według miesięcznego wsparcia (w marcu 2021 został wyprzedzony przez podcast Raport o stanie świata).

## Działalność internetowa
Razem z grupą współpracowników o. Szustak w 2014 stworzył stronę internetową oraz kanał na portalu YouTube o nazwie Langusta na palmie, w ramach którego głosi swoje rozważania w krótszych lub dłuższych seriach, także w formie vlogów. Na kanale można znaleźć również jego konferencje wydawane w formie audiobooków. Popularność zyskał cykl #jeszcze5minutek, którego współproducentem był portal stacja7.pl. W 2016 otrzymał nagrodę publiczności w konkursie Grand Video Awards organizowanym przez magazyn Press, w kategorii Najlepszy Vlog za odcinek „Słoń” z cyklu „Dobranocka”.
We wrześniu 2017 o. Szustak razem ze współbraćmi dominikanami zaczął tworzyć kanał z komentarzami biblijnymi o nazwie Paśnik. W tym czasie uruchomił również kanał WuWu, który jednak – ze względu na brak czasu na publikowanie tam dużej liczby filmów – zawiesił, a następnie zamknął. W grudniu 2018 był w gronie osób uruchamiających platformę VoD Dominikanie.pl, na którym znajdą się materiały również innych twórców (ojców dominikanów oraz świeckich) – w związku z tym zmieniono nazwę kanału Paśnik na dominikanie.pl i obecnie publikowane są tam materiały z platformy. Platforma ma swój własny profil na portalu Patronite - na kwiecień 2023 znajdowała się w okolicach trzydziestego miejsca na liście najpopularniejszych profili, zbierając około 14.000 złotych. W 2021 profil znajdował się na liście dwudziestu najpopularniejszych pod względem liczby patronów.
Aktualnie najdłuższymi wciąż emitowanymi seriami są Chlebak (ponad 1700 odcinków, na kanale Dominikanie.pl), Wstawaki (ponad 1320 odcinków) i Niecodzienny Vlog (ponad 470 odcinków, oba na kanale Langusta na Palmie).
Wystąpił w 6. odcinku serialu Jonasz z 2B i w 1. odcinku serialu Jonasz z maturalnej, emitowanych na kanale Langusta na palmie. Współpracuje z kompozytorem Janem Smoczyńskim, który tworzy muzykę do czołówek jego filmów, wspólnie też nagrali utwór w ramach #Hot16Challenge2 (po nominacji Cyber Mariana).

## Wydawnictwa

### Audiobooki[30]
- Pachnidła 1 – wyd. Fundacja Malak
- Pachnidła 2 – wyd. Fundacja Malak
- Akrobatyka małżeńska – wyd. Fundacja Malak
- Rozplątani. Jak naprawiać trudne relacje? – wyd. RTCK
- Projekt: Estera. Czym jest piękno kobiety? – wyd. RTCK
- Projekt: Eliasz. Czym jest męska tożsamość? – wyd. RTCK
- Projekt: Judyta. Czym jest siła kobiety? – wyd. RTCK
- Projekt: Jonasz. Czym jest siła mężczyzny? – wyd. RTCK
- Zamknij oczy! Droga do spełnienia – lekcje Samsona – wyd. RTCK
- Garnek strachu. Droga do dojrzałości. Lekcje Gedeona – wyd. RTCK
- Wielka ryba. Droga do odpowiedzialności. Lekcje Sary i Tobiasza – wyd. RTCK
- Jestem nikim. Droga do Ziemi Obiecanej – lekcje Jozuego – wyd. RTCK
- Noe. Człowiek, który chodził z Bogiem. – wyd. Fundacja Malak
- Placki z rodzynkami. Rekolekcje wielkopostne – wyd. W Drodze
- Plaster miodu. Słuchowisko adwentowe – wyd. Fundacja Malak
- Nocny złodziej. Rekolekcje wielkopostne – wyd. Gloria 24
- Od zera do bohatera. Rekolekcje wielkopostne – wyd. W Drodze
- Krzyżowa Droga do Zwycięstwa – wyd. RTCK, razem z o. Tomaszem Nowakiem, bp. Grzegorzem Rysiem, ks. Piotrem Pawlukiewiczem, ks. Markiem Dziewieckim, Arkadiuszem Zbozieniem, o. Maciejem Szczęsnym i o. Stanem Fortuną
- Z procą na olbrzyma. Jak zmierzyć się z czymś co cię przerasta? Lekcje Dawida – wyd. RTCK
- Targ zamknięty. Lekcje Hioba – wyd. RTCK 2018

### Książki
- Osioł w raju. O kochającym Bogu i upartym człowieku (wyd. Fides, Kraków 2010, wyd. Fundacja Malak, Kraków 2013)
- Ewangelia dla nienormalnych (wyd. Fides, Kraków 2011, wyd. Fundacja Malak, Kraków 2015)
- Upojeni Bogiem (wyd. Fides, Kraków 2011)
- Błogosławieństwo ma moc, czyli o sile Twojego słowa (wyd. gloria24.pl, Kraków 2012 – z Karolem Sobczykiem)
- Postne smaki (wyd. Fides, Kraków 2012)
- Wilki dwa. Męska przeprawa przez życie (wyd. Znak, Kraków 2014, razem z Robertem „Litzą” Friedrichem)
- Góra obietnic (wyd. W drodze, Kraków 2015)
- Plaster miodu (wyd. Znak, Kraków 2015)
- #jeszcze5minutek (wyd. Stacja7 i Znak, Kraków 2016)
- Serce w serce. Komentarz do Księgi Rut (wyd. Fundacja Malak, Kraków 2016)
- Garnek Strachu. Droga do dojrzałości (wyd. RTCK, Nowy Sącz 2017)
- Oto człowiek. Droga krzyżowa z Jerozolimy (wyd. Rafael, Kraków 2017)
- Wilki dwa. W obronie stada (wyd. Stacja7 i Znak, Kraków 2017, razem z Robertem „Litzą” Friedrichem)
- Straszna książka (wyd. Stacja7, razem z ks. Marcinem Kowalskim)
- Szusta rano (wyd. Stacja 7, 2019)
- Nocny Złodziej (wyd. Stacja 7, 2019)
- Projekt Judyta. Czym jest siła kobiety? (wyd. RTCK, 2019)
- Projekt Jonasz. Czym jest siła mężczyzny? (wyd. RTCK, 2019)
- Spowiedź. Instrukcja obsługi (wyd. Fundacja Malak, 2019)
- Eucharystia. Instrukcja obsługi (wyd. Fundacja Malak, 2019)
- Jak się modlić? Instrukcja obsługi relacji z Bogiem (wyd. Niezła Fundacja, 2021)
- Biblia od kuchni (wyd. RTCK, 2021, razem z Karolem Okrasą)
- Poradnik Antyzwiązkowy (wyd. Niezła Fundacja, 2023)